# Melz-sur-Seine
Pour l’article homonyme, voir Melz.
Melz-sur-Seine est une commune française située dans le département de Seine-et-Marne en région Île-de-France.

## Géographie

### Localisation
Melz-sur-Seine est un village rural du Provinois en Seine-et-Marne, située à environ 12 km à vol d'oiseau au sud-est  de Provins , 9 km à l'ouest de Nogent-sur-Seine et 35 km au nord de Sens

### Hydrographie

#### Réseau hydrographique

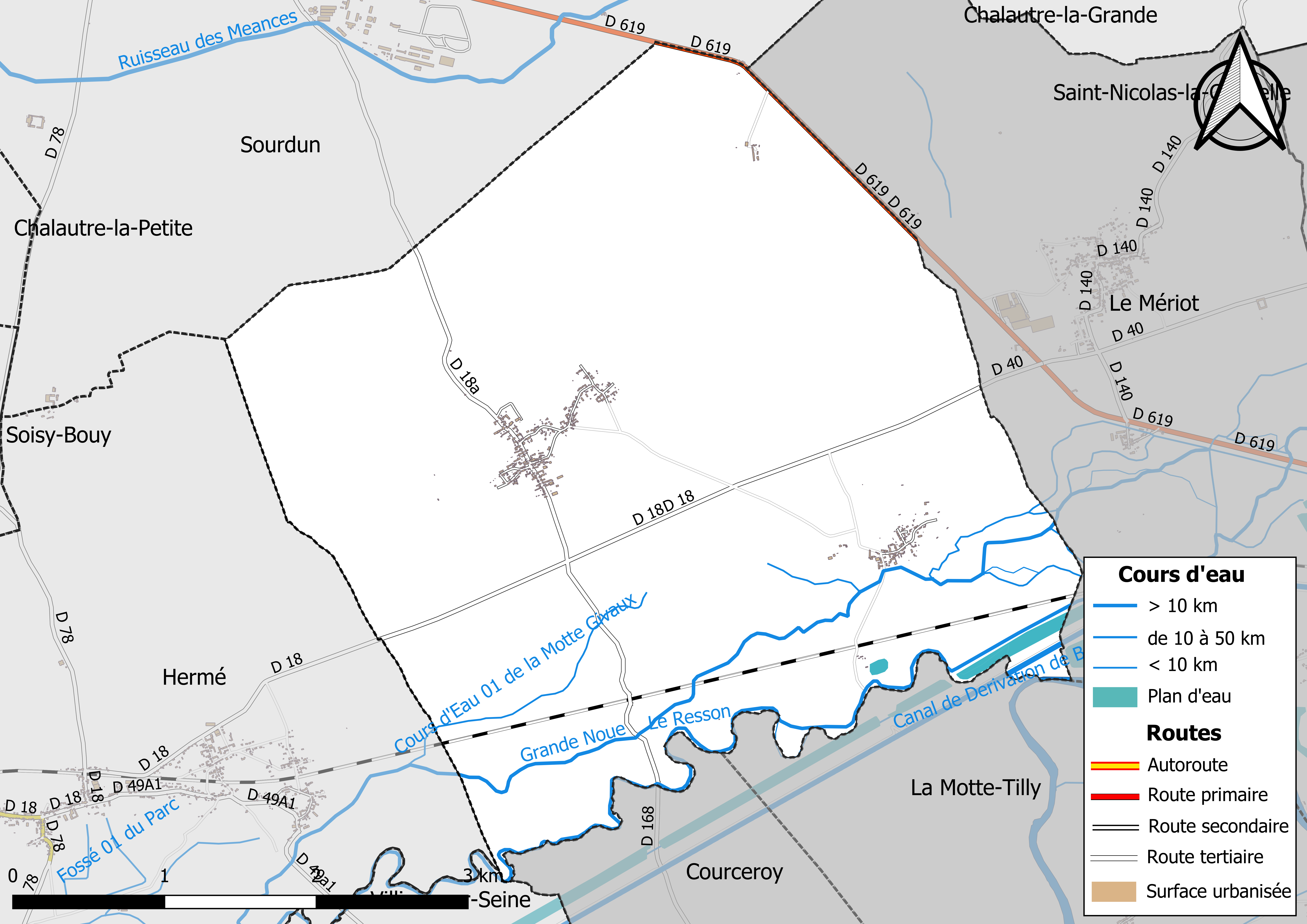
Carte des réseaux hydrographique et routier de Melz-sur-Seine.

Le réseau hydrographique de la commune se compose de onze cours d'eau référencés :
- le canal de Beaulieu, long de 9,11 km[1], qui conflue avec la Seine ;
- le Resson, long de 23,71 km[2], affluent de la Seine, ainsi que :
  - un bras de la Vieille Seine 0,59 km[3] ;
- la Grande Noue d’Hermé, longue de 21,61 km[4], affluent du ruisseau des Méances ;
  - un bras de la Grande Noue d'Hermé, 2,21 km[5], et ;
    - un bras de la Grande Noue d'Hermé, 0,19 km[6], et ;

  - un bras de la Grande Noue d'Hermé, 0,41 km[7], et ;
  - un bras de la Vieille Seine, 1,18 km[8], et ;
  - un bras du Resson 0,57 km[9], qui confluent avec la Grande Noue d'Hermé ;
  - le cours d'eau 01 de la Commune de Melz-sur-Seine, 0,67 km[10], et ;
  - le cours d'eau 01 de la Motte Givaux, 2,18 km[11], affluents de la Grande Noue d'Hermé.

La longueur totale des cours d'eau sur la commune est de 13,73 km.

#### Gestion des cours d'eau
Afin d’atteindre le bon état des eaux imposé par la Directive-cadre sur l'eau du 23 octobre 2000, plusieurs outils de gestion intégrée s’articulent à différentes échelles : le SDAGE, à l’échelle du bassin hydrographique, et le SAGE, à l’échelle locale. Ce dernier fixe les objectifs généraux d’utilisation, de mise en valeur et de protection quantitative et qualitative des ressources en eau superficielle et souterraine. Le département de Seine-et-Marne est couvert par six SAGE, au sein du bassin Seine-Normandie.
La commune fait partie du SAGE « Bassée Voulzie », en cours d'élaboration en décembre 2020. Le territoire de ce SAGE concerne 144 communes dont 73 en Seine-et-Marne, 50 dans l'Aube, 15 dans la Marne et 6 dans l'Yonne, pour une superficie de 1 710 km2,. Le pilotage et l’animation du SAGE sont assurés par Syndicat Mixte Ouvert de l’eau potable, de l’assainissement collectif, de l’assainissement non collectif, des milieux aquatiques et de la démoustication (SDDEA), qualifié de « structure porteuse ».

### Climat
Pour des articles plus généraux, voir Climat de l'Île-de-France et Climat de Seine-et-Marne.
En 2010, le climat de la commune est de type climat océanique dégradé des plaines du Centre et du Nord, selon une étude du CNRS s'appuyant sur une série de données couvrant la période 1971-2000. En 2020, Météo-France publie une typologie des climats de la France métropolitaine dans laquelle la commune est exposée à un climat océanique altéré et est dans la région climatique Nord-est du bassin Parisien, caractérisée par un ensoleillement médiocre, une pluviométrie moyenne régulièrement répartie au cours de l’année et un hiver froid (3 °C).
Pour la période 1971-2000, la température annuelle moyenne est de 10,9 °C, avec une amplitude thermique annuelle de 15,5 °C. Le cumul annuel moyen de précipitations est de 695 mm, avec 11,2 jours de précipitations en janvier et 7,5 jours en juillet. Pour la période 1991-2020, la température moyenne annuelle observée sur la station météorologique la plus proche, située sur la commune de Bouy-sur-Orvin à 13 km à vol d'oiseau, est de 11,4 °C et le cumul annuel moyen de précipitations est de 635,9 mm,. Pour l'avenir, les paramètres climatiques de la commune estimés pour 2050 selon différents scénarios d'émission de gaz à effet de serre sont consultables sur un site dédié publié par Météo-France en novembre 2022.

### Milieux naturels et biodiversité

#### Réseau Natura 2000

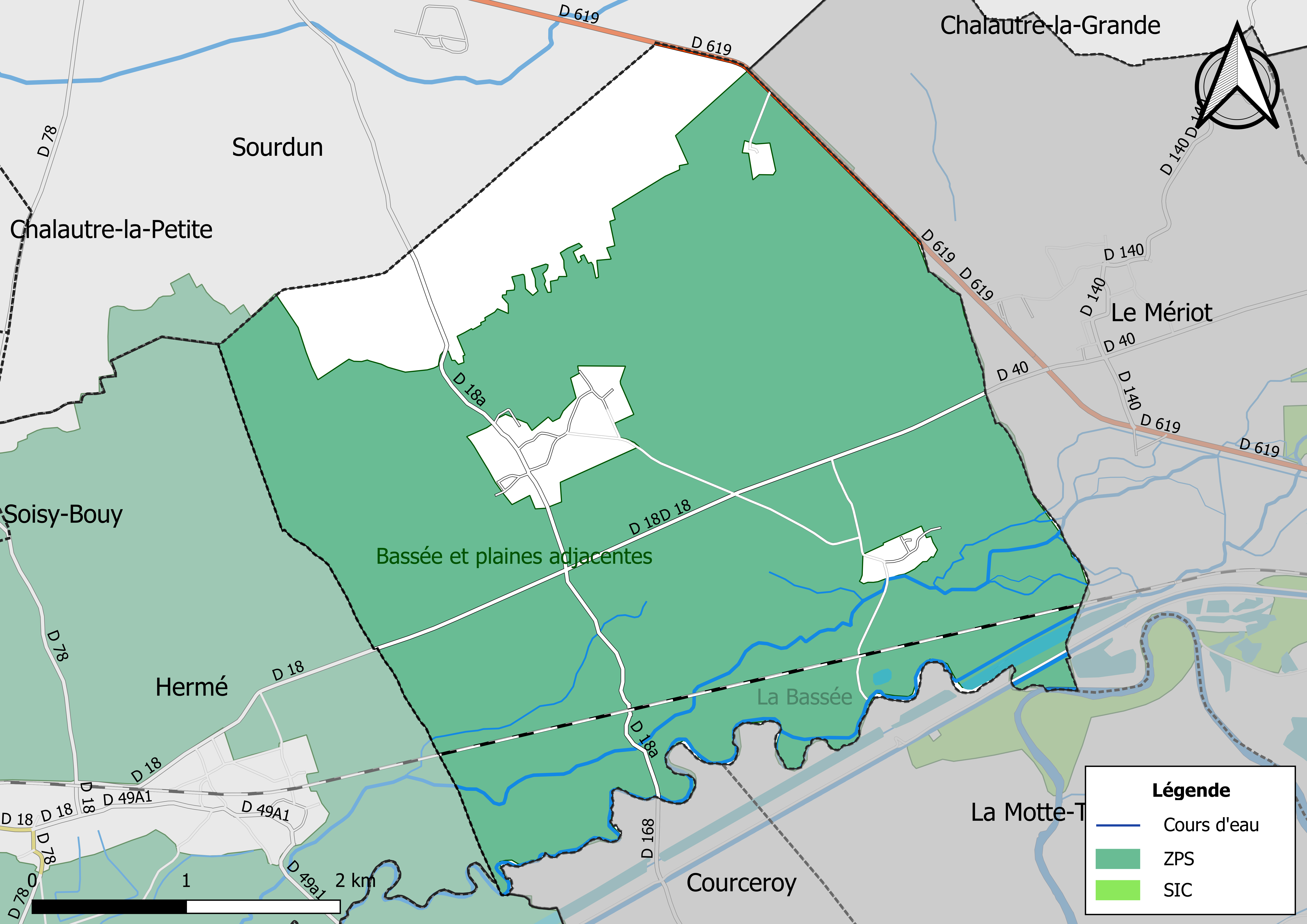
Sites Natura 2000 sur le territoire communal.

Le réseau Natura 2000 est un réseau écologique européen de sites naturels d’intérêt écologique élaboré à partir des Directives « Habitats » et « Oiseaux ». Ce réseau est constitué de Zones spéciales de conservation (ZSC) et de Zones de protection spéciale (ZPS). Dans les zones de ce réseau, les États Membres s'engagent à maintenir dans un état de conservation favorable les types d'habitats et d'espèces concernés, par le biais de mesures réglementaires, administratives ou contractuelles.
Un site Natura 2000 a été défini sur la commune au titre de la « directive Habitats », : 
- la « Bassée », d'une superficie de 1 403 ha, une vaste plaine alluviale de la Seine. Elle abrite la plus grande et l’une des dernières forêts alluviales du Bassin parisien ainsi qu’un ensemble relictuel de prairies humides[24],[25].

et un  au titre de la « directive Oiseaux » :  
- la « Bassée et plaines adjacentes », d'une superficie de 27 643 ha, une vaste plaine alluviale de la Seine bordée par un coteau marqué au nord et par un plateau agricole au sud. Elle abrite une importante diversité de milieux qui conditionnent la présence d’une avifaune très riche[26],[27].

#### Zones naturelles d'intérêt écologique, faunistique et floristique
L’inventaire des zones naturelles d'intérêt écologique, faunistique et floristique (ZNIEFF) a pour objectif de réaliser une couverture des zones les plus intéressantes sur le plan écologique, essentiellement dans la perspective d’améliorer la connaissance du patrimoine naturel national et de fournir aux différents décideurs un outil d’aide à la prise en compte de l’environnement dans l’aménagement du territoire.
Le territoire communal de Melz-sur-Seine comprend trois ZNIEFF de type 1,, : 
- les « Bois, prairies, cours d'eau et noues des Roches à Beaulieu entre le Mériot et la Motte-Tilly » (113,97 ha), couvrant 3 communes dont 2 dans l'Aube et 1 en Seine-et-Marne[29] ;
- les « boisements alluviaux entre Herme et Melz-sur-Seine » (939,4 ha), couvrant 4 communes du département[30],
- les « Pelouses et bois calcicoles le Mont Mitel » (10,73 ha)[31] ;

et trois ZNIEFF de type 2, : 
- la « Forêt de Sourdun » (1 744 ha), couvrant 7 communes du département[32] ;
- les « Milieux Naturels et Secondaires de la vallée de la Seine (Bassée auboise) » (8 930,64 ha), couvrant 21 communes dont 14 dans l'Aube, 5 dans la Marne et 2 en Seine-et-Marne[33] ;
- la « vallée de la Seine entre Montereau et Melz-sur-Seine (Bassée) » (14 216,75 ha), couvrant 26 communes du département[34].

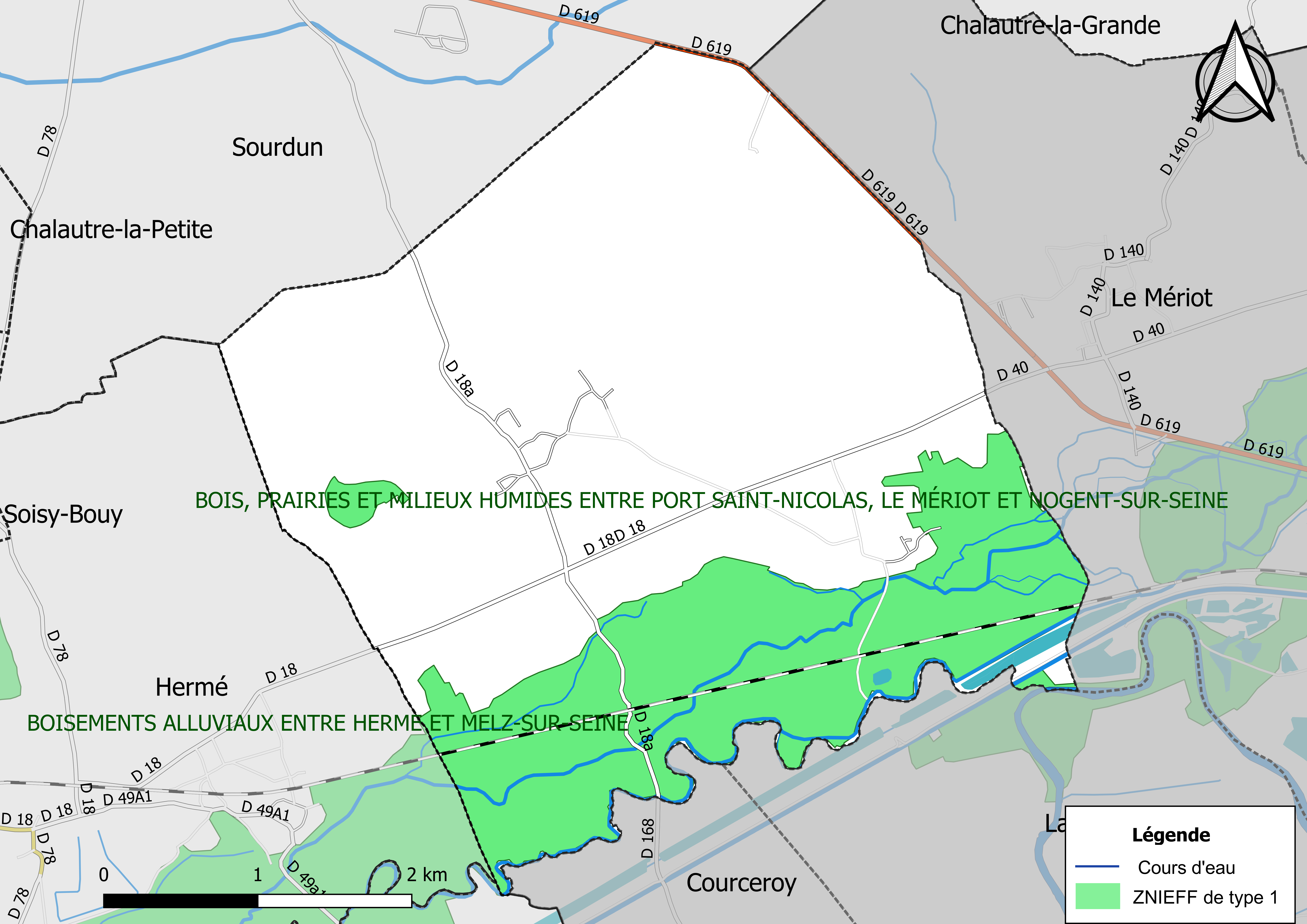
Carte des ZNIEFF de type 1 de la commune.
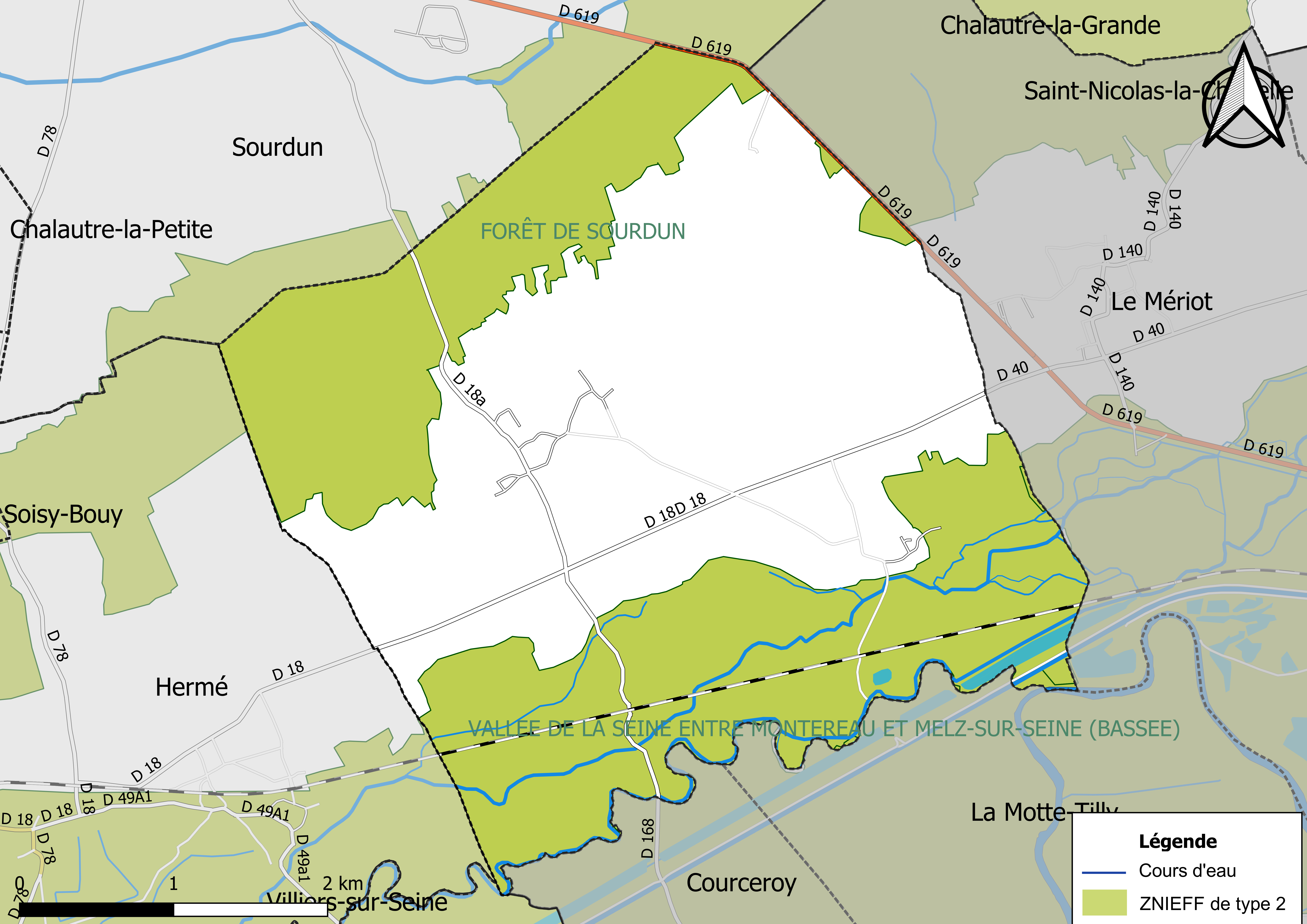
Carte des ZNIEFF de type 2 de la commune.

## Urbanisme

### Typologie
Au 1er janvier 2024, Melz-sur-Seine est catégorisée commune rurale à habitat dispersé, selon la nouvelle grille communale de densité à sept niveaux définie par l'Insee en 2022.
Elle est située hors unité urbaine. Par ailleurs la commune fait partie de l'aire d'attraction de Paris, dont elle est une commune de la couronne,. Cette aire regroupe 1 929 communes,.

### Occupation des sols
L'occupation des sols de la commune, telle qu'elle ressort de la base de données européenne d’occupation biophysique des sols Corine Land Cover (CLC), est marquée par l'importance des territoires agricoles (53,2 % en 2018), une proportion sensiblement équivalente à celle de 1990 (53 %). La répartition détaillée en 2018 est la suivante : 
terres arables (51,6% ), forêts (44,4% ), zones urbanisées (1,8% ), prairies (1,6% ), eaux continentales (0,6 %).
Parallèlement, L'Institut Paris Région, agence d'urbanisme de la région Île-de-France, a mis en place un inventaire numérique de l'occupation du sol de l'Île-de-France, dénommé le MOS (Mode d'occupation du sol), actualisé régulièrement depuis sa première édition en 1982. Réalisé à partir de photos aériennes, le Mos distingue les espaces naturels, agricoles et forestiers mais aussi les espaces urbains (habitat, infrastructures, équipements, activités économiques, etc.) selon une classification pouvant aller jusqu'à 81 postes, différente de celle de Corine Land Cover,,. L'Institut met également à disposition des outils permettant de visualiser par photo aérienne l'évolution de l'occupation des sols de la commune entre 1949 et 2018.

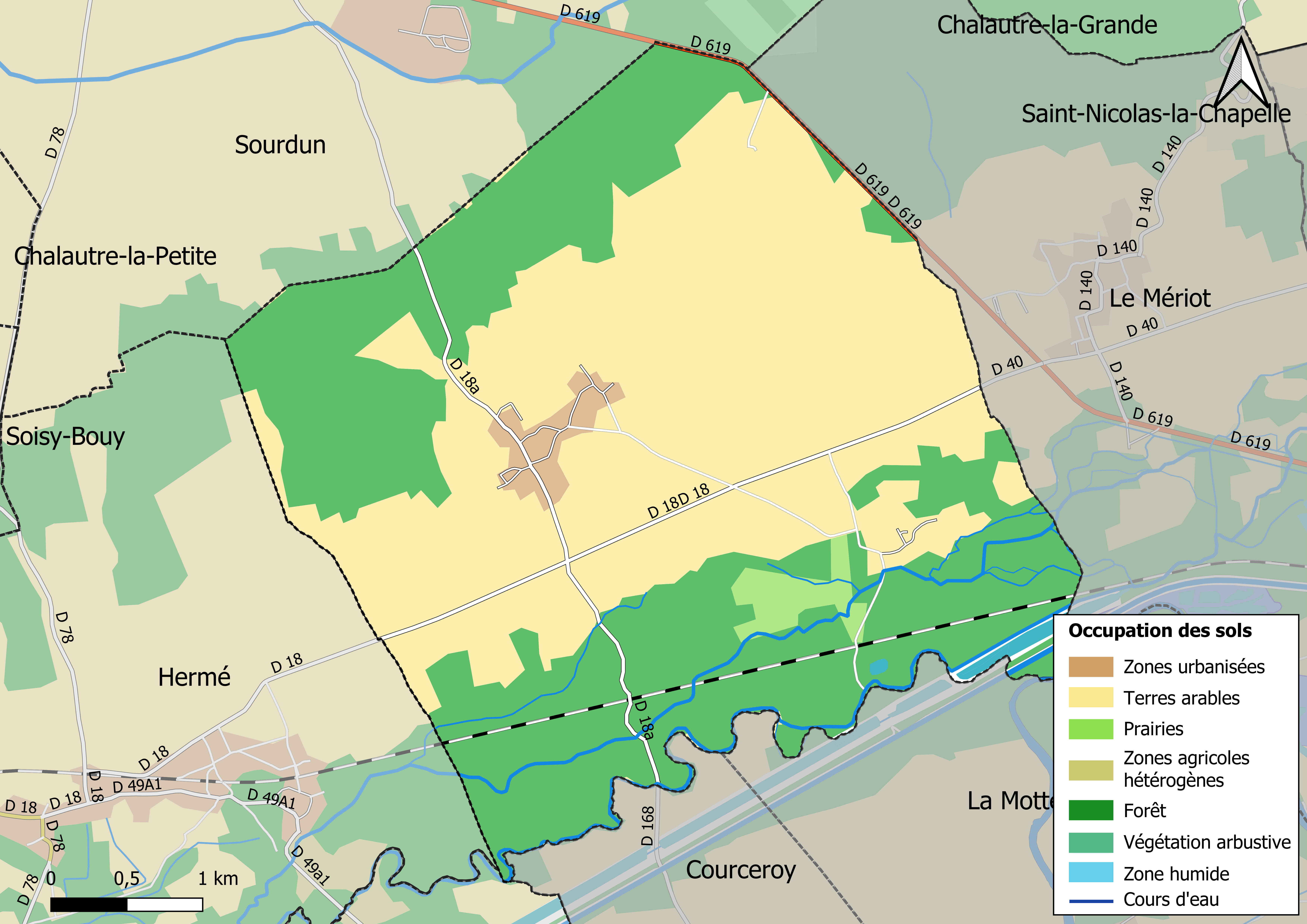
Carte des infrastructures et de l'occupation des sols en 2018 (CLC) de la commune.
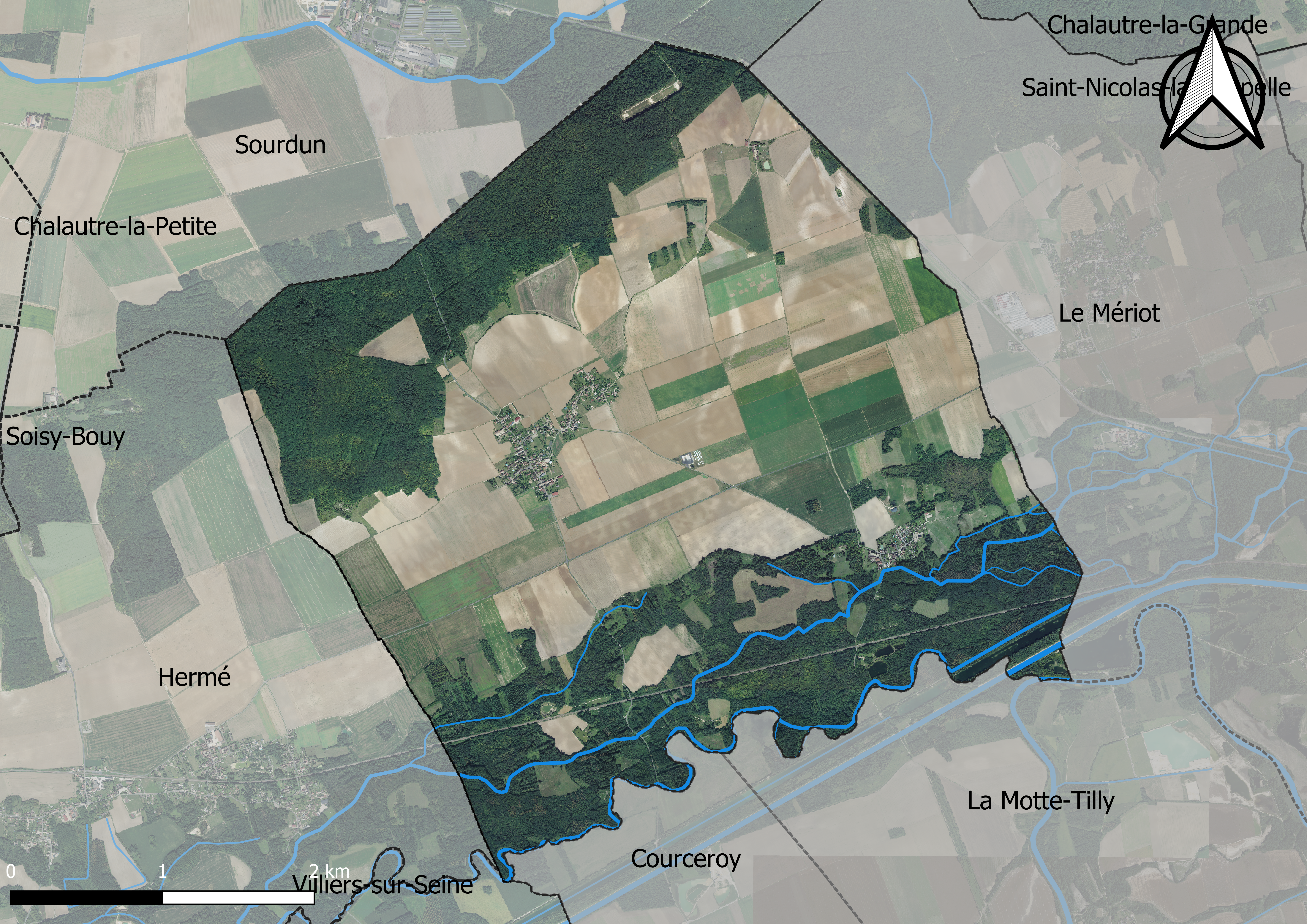
Carte orhophotogrammétrique de la commune.

### Lieux-dits et écarts
La commuune compte deux hameaux : Blunay et Maulny.
La commune compte 173 lieux-dits administratifs répertoriés consultables ici (source : le fichier Fantoir).

### Habitat et logement
En 2018, le nombre total de logements dans la commune était de 189, alors qu'il était de 185 en 2013 et de 183 en 2008.
Parmi ces logements, 77,2 % étaient des résidences principales, 11,1 % des résidences secondaires et 11,6 % des logements vacants. Ces logements étaient pour 97,9 % d'entre eux des maisons individuelles et pour 1,6 % des appartements.
Le tableau ci-dessous présente la typologie des logements à Melz-sur-Seine en 2018 en comparaison avec celle de Seine-et-Marne et de la France entière. Une caractéristique marquante du parc de logements est ainsi une proportion de résidences secondaires et logements occasionnels (11,1 %) supérieure à celle du département (2,9 %) et à celle de la France entière (9,7 %). Concernant le statut d'occupation de ces logements, 88,4 % des habitants de la commune sont propriétaires de leur logement (89,5 % en 2013), contre 61,8 % pour la Seine-et-Marne et 57,5 % pour la France entière.
| Typologie                                               | Melz-sur-Seine | Seine-et-Marne | France entière |
| ------------------------------------------------------- | -------------- | -------------- | -------------- |
| Résidences principales (en %)                           | 77,2           | 90,3           | 82,1           |
| Résidences secondaires et logements occasionnels (en %) | 11,1           | 2,9            | 9,7            |
| Logements vacants (en %)                                | 11,6           | 6,8            | 8,2            |

### Planification de l'aménagement
La loi SRU du 13 décembre 2000 a incité les communes à se regrouper au sein d’un établissement public, pour déterminer les partis d’aménagement de l’espace au sein d’un SCoT, un document d’orientation stratégique des politiques publiques à une grande échelle et à un horizon de 20 ans et s'imposant aux documents d'urbanisme locaux, les PLU (Plan local d'urbanisme). La commune est dans le territoire du SCOT Grand Provinois, dont le projet a été arrêté le 29 janvier 2020, porté par le syndicat mixte d’études et de programmation (SMEP) du Grand Provinois, qui regroupe les Communautés de Communes du Provinois et de Bassée-Montois, soit 82 communes.
La commune disposait en 2019 d'un plan local d'urbanisme en révision. Le zonage réglementaire et le règlement associé peuvent être consultés sur le Géoportail de l'urbanisme.

### Voies de communication et transports

#### Voies de communication
L'ancienne route nationale 19 (actuelle RD 619) tangente le territoire communal, qui est desservi par les routes départementales RD 18 et RD 18A
La commune est traversée par la ligne de Paris-Est à Mulhouse-Ville, mais la station de chemin de fer la plus proche est la gare de Nogent-sur-Seine, desservie par des trains TER Grand Est, qui effectuent des missions entre les gares de Paris-Est et Troyes, ou Culmont - Chalindrey, ou Vittel, ou Dijon-Ville, ou Belfort ou Mulhouse-Ville.

#### Transports
La commune est desservie par la ligne régulière d’autocars du réseau de bus Provinois - Brie et Seine No 3211 (Nogent-sur-Seine - Provins).

### Risques naturels et technologiques
La commune est classée en zone de sismicité 1, correspondant à une sismicité très faible. L'altitude varie de 58 mètres à 172 mètres pour le point le plus haut , le centre du bourg se situant à environ 87 mètres d'altitude (mairie).

## Toponymie
Le nom de la localité est mentionné sous les formes Maiel en 1190 ; Maellum en 1198 ; Mael en 1229 ; Mahel vers 1240 ; Meel en 1277 ; Mael in castellania Pruvinensi en 1296 ; Maellum en 1296 ; Meel en 1298 ; Nemus de Mael au XIIIe siècle ; Meellum en 1357 ; Mellum supra Sequanam au XIVe siècle (Obit. H.-D. Provins) ; Meel sur Seyne en 1587 (Arr.-ban Provins) ; Mel sur Seyne en 1594 ; Meelz sur Seine en 1607 ; Melz sur Seine en 1673 ; Mesle sur Seine en 1691 ; Mele 1692 (Carte de Sanson) ; Mels en 1720 (Saugrain) ; Melz en 1748 ; Mesles en 1782 ; Melz en l'an IX»

## Politique et administration

### Rattachements administratifs et électoraux

#### Rattachements administratifs
La commune se trouve dans l'arrondissement de Provins du département Seine-et-Marne.
Elle faisait partie depuis 1801 du canton de Villiers-Saint-Georges. Dans le cadre du redécoupage cantonal de 2014 en France, cette circonscription administrative territoriale a disparu, et le canton n'est plus qu'une circonscription électorale.

#### Rattachements électoraux
Pour les élections départementales, la commune fait partie depuis 2014 du canton de Provins
Pour l'élection des députés, elle fait partie de la quatrième circonscription de Seine-et-Marne.

### Intercommunalité
Melz-sur-Seine  était membre de la communauté de communes de la Bassée, un établissement public de coopération intercommunale (EPCI) à fiscalité propre créé fin 2001 et auquel la commune avait transféré un certain nombre de ses compétences, dans les conditions déterminées par le code général des collectivités territoriales.
Elle quitte cette intercommunalité pour rejoindre en 2011 la communauté de communes du Provinois, dont elle est désormais membre.

### Liste des maires
| Période                                  | Période                        | Identité            | Étiquette | Qualité                                                                            |
| ---------------------------------------- | ------------------------------ | ------------------- | --------- | ---------------------------------------------------------------------------------- |
| Les données manquantes sont à compléter. |                                |                     |           |                                                                                    |
|                                          |                                |                     |           |                                                                                    |
| 27 octobre 1876                          | 12 février 1884                | Etienne Boisaubert  |           | Agriculteur                                                                        |
|                                          |                                |                     |           |                                                                                    |
| 1977                                     | 2008                           | Claude Delagneau    |           | Chef d'entreprise, ancien officier parachutiste Président de la FFVE (1994 → 2014) |
| mars 2008                                | 2014                           | Patrice Boudignat,  | SE        | Agriculteur, restaurateur                                                          |
| 2014                                     | 2022                           | Jean-Pierre Rocipon |           | Agriculteur Démissionnaire                                                         |
| juillet 2022                             | En cours (au 16 décembre 2022) | Laure Masson        |           |                                                                                    |

## Équipements et services publics

### Eau et assainissement
L’organisation de la distribution de l’eau potable, de la collecte et du traitement des eaux usées et pluviales relève des communes. La loi NOTRe de 2015 a accru le rôle des EPCI à fiscalité propre en leur transférant cette compétence. Ce transfert devait en principe être effectif au 1er janvier 2020, mais la loi Ferrand-Fesneau du 3 août 2018 a introduit la possibilité d’un report de ce transfert au 1er janvier 2026,.

#### Assainissement des eaux usées
En 2020, la commune de Melz-sur-Seine ne dispose pas d'assainissement collectif,.
L’assainissement non collectif (ANC) désigne les installations individuelles de traitement des eaux domestiques qui ne sont pas desservies par un réseau public de collecte des eaux usées et qui doivent en conséquence traiter elles-mêmes leurs eaux usées avant de les rejeter dans le milieu naturel. La communauté de communes du Provinois assure pour le compte de la commune le service public d'assainissement non collectif (SPANC), qui a pour mission de vérifier la bonne exécution des travaux de réalisation et de réhabilitation, ainsi que le bon fonctionnement et l’entretien des installations,.

#### Eau potable
En 2020, l'alimentation en eau potable est assurée par le syndicat de l'Eau de l'Est seine-et-marnais (S2E77) qui gère le service en régie,,.

## Population et société

### Démographie
L'évolution du nombre d'habitants est connue à travers les recensements de la population effectués dans la commune depuis 1793. Pour les communes de moins de 10 000 habitants, une enquête de recensement portant sur toute la population est réalisée tous les cinq ans, les populations de référence des années intermédiaires étant quant à elles estimées par interpolation ou extrapolation. Pour la commune, le premier recensement exhaustif entrant dans le cadre du nouveau dispositif a été réalisé en 2008.

En 2022, la commune comptait 346 habitants, en évolution de −2,54 % par rapport à 2016 (Seine-et-Marne : +3,92 %, France hors Mayotte : +2,11 %).
| 1793 | 1800 | 1806 | 1821 | 1831 | 1836 | 1841 | 1846 | 1851 |
| ---- | ---- | ---- | ---- | ---- | ---- | ---- | ---- | ---- |
| 493  | 642  | 647  | 646  | 701  | 702  | 683  | 680  | 692  |

| 1856 | 1861 | 1866 | 1872 | 1876 | 1881 | 1886 | 1891 | 1896 |
| ---- | ---- | ---- | ---- | ---- | ---- | ---- | ---- | ---- |
| 639  | 635  | 590  | 554  | 519  | 515  | 489  | 459  | 421  |

| 1901 | 1906 | 1911 | 1921 | 1926 | 1931 | 1936 | 1946 | 1954 |
| ---- | ---- | ---- | ---- | ---- | ---- | ---- | ---- | ---- |
| 411  | 408  | 412  | 312  | 314  | 309  | 261  | 275  | 278  |

| 1962 | 1968 | 1975 | 1982 | 1990 | 1999 | 2006 | 2008 | 2013 |
| ---- | ---- | ---- | ---- | ---- | ---- | ---- | ---- | ---- |
| 254  | 214  | 193  | 247  | 278  | 339  | 370  | 379  | 363  |

| 2018 | 2022 | - | - | - | - | - | - | - |
| ---- | ---- | - | - | - | - | - | - | - |
| 349  | 346  | - | - | - | - | - | - | - |

### Sports et loisirs
Depuis 2013 L'association "Trail Endurance Aventures Multisports 77" ou TEAM 77 , fait découvrir le secteur par le biais d'activités multisports tels que le VTT , la course à pied et la randonnée

## Économie

### Revenus de la population et fiscalité
En 2017, le nombre de ménages fiscaux de la commune était de 144, représentant 364 personnes et la  médiane du revenu disponible par unité de consommation  de 22 470 euros.

### Emploi
En 2017 , le nombre total d’emplois dans la zone était de 32, occupant 158 actifs  résidants.
Le taux d'activité de la population (actifs ayant un emploi) âgée de 15 à 64 ans s'élevait à 71,6 % contre un taux de chômage de 6 %.
Les 22,3 % d’inactifs se répartissent de la façon suivante : 9,3 % d’étudiants et stagiaires non rémunérés, 7,9 % de retraités ou préretraités et 5,1 % pour les autres inactifs.

### Entreprises et commerces
En 2018, le nombre d'établissements actifs était de 22 dont 4 dans l’industrie manufacturière, industries extractives et autres, 2 dans la construction, 8 dans le commerce de gros et de détail, transports, hébergement et restauration, 5 dans les activités immobilières et 3  étaient relatifs aux autres activités de services.
En 2019, 1 entreprise individuelle a été créée sur le territoire de la commune.

### Secteurs d'activité
En 2018, la commune était classée en zone de revitalisation rurale (ZRR), un dispositif visant à aider le développement des territoires ruraux principalement à travers des mesures fiscales et sociales. Des mesures spécifiques en faveur du développement économique s'y appliquent également. Le classement des communes en ZRR était valable jusqu’au 31 décembre 2020,.

#### Agriculture
Melz-sur-Seine est dans la petite région agricole dénommée la « Bassée » ou « Basse Seine », au sud-est du département. En 2010, l'orientation technico-économique de l'agriculture sur la commune est la culture de céréales et d'oléoprotéagineux (COP).
Si la productivité agricole de la Seine-et-Marne se situe dans le peloton de tête des départements français, le département enregistre un double phénomène de disparition des terres cultivables (près de 2 000 ha par an dans les années 1980, moins dans les années 2000) et de réduction d'environ 30 % du nombre d'agriculteurs dans les années 2010. Cette tendance se retrouve au niveau de la commune où le nombre d’exploitations est passé de 12 en 1988 à 8 en 2010. Parallèlement, la taille de ces exploitations diminue, passant de 71 ha en 1988 à 71 ha en 2010.
Le tableau ci-dessous présente les principales caractéristiques des exploitations agricoles de Melz-sur-Seine, observées sur une période de 22 ans : 
|                                      | 1988 | 2000 | 2010 |
| ------------------------------------ | ---- | ---- | ---- |
| Dimension économique,                |      |      |      |
| Nombre d’exploitations (u)           | 12   | 9    | 8    |
| Travail (UTA)                        | 17   | 10   | 9    |
| Surface agricole utilisée (ha)       | 847  | 683  | 570  |
| Cultures                             |      |      |      |
| Terres labourables (ha)              | 835  | 676  | 543  |
| Céréales (ha)                        | 620  | 428  | s    |
| dont blé tendre (ha)                 | 337  | 291  | 158  |
| dont maïs-grain et maïs-semence (ha) | 216  | s    | s    |
| Tournesol (ha)                       | 98   | s    | s    |
| Colza et navette (ha)                | 37   | s    | 107  |
| Élevage                              |      |      |      |
| Cheptel (UGBTA)                      | 33   | 50   | 98   |

## Culture locale et patrimoine

### Lieux et monuments
- Vestiges gallo-romains
- Église Saint-Phal
- Chapelle de Blunay, une ancienne grange transformée en lieu de culte dans les années 1950 par les habitants du hameau. Elle est désacralisée et a été vendue à la commune par l'évêché[86].
- Canal de la Vieille Seine
- Cimetière des moines de la Fontaine aux Bois
- Forêt de Sourdun

### Personnalités liées à la commune
Alexandre Catoire de Bioncourt (1863 Moscou-1913 Bühlerthal), Chambellan de Nicolas II de Russie, marié à Gilonne Henriette Marie d’Harcourt (1863 Château de Melz-sur-Seine-1952 Gex), fille du comte Bernard d’Harcourt ancien ambassadeur à Rome et à Londres et d’Elisabeth de Saint-Priest.

## Pour approfondir